# برادفورد أندرسون
برادفورد أندرسون (بالإنجليزية: Bradford Anderson)‏ هو ممثل أمريكي، ولد في 21 سبتمبر 1979 في ميرديث في الولايات المتحدة.

## أعمال

### مسلسلات
- المستشفى العام

## وصلات خارجية
- برادفورد أندرسون على موقع IMDb (الإنجليزية)
- برادفورد أندرسون على موقع قاعدة بيانات الفيلم (الإنجليزية)